# Bitburg
Bitburg település Németországban, Rajna-vidék-Pfalz tartományban. Lakosainak száma 17 465 fő (2023. december 31.).

## Népesség
A település népességének változása:
| Lakosok száma | 10 591 | 12 734 | 14 002 | 14 802 | 14 904 | 15 700 | 16 852 | 17 465 |
|               | 1975   | 2010   | 2015   | 2017   | 2019   | 2021   | 2022   | 2023   |